# Bugula fulva
Bugula fulva är en mossdjursart som beskrevs av Ryland 1960. Bugula fulva ingår i släktet Bugula och familjen Bugulidae. Inga underarter finns listade i Catalogue of Life.